# Avenue Bertrand-Barère
Pour les articles homonymes, voir Bertrand Barère et Barère.
L'avenue Bertrand-Barère est une voie de la commune de Tarbes, département des Hautes-Pyrénées en région Occitanie.

## Situation et accès

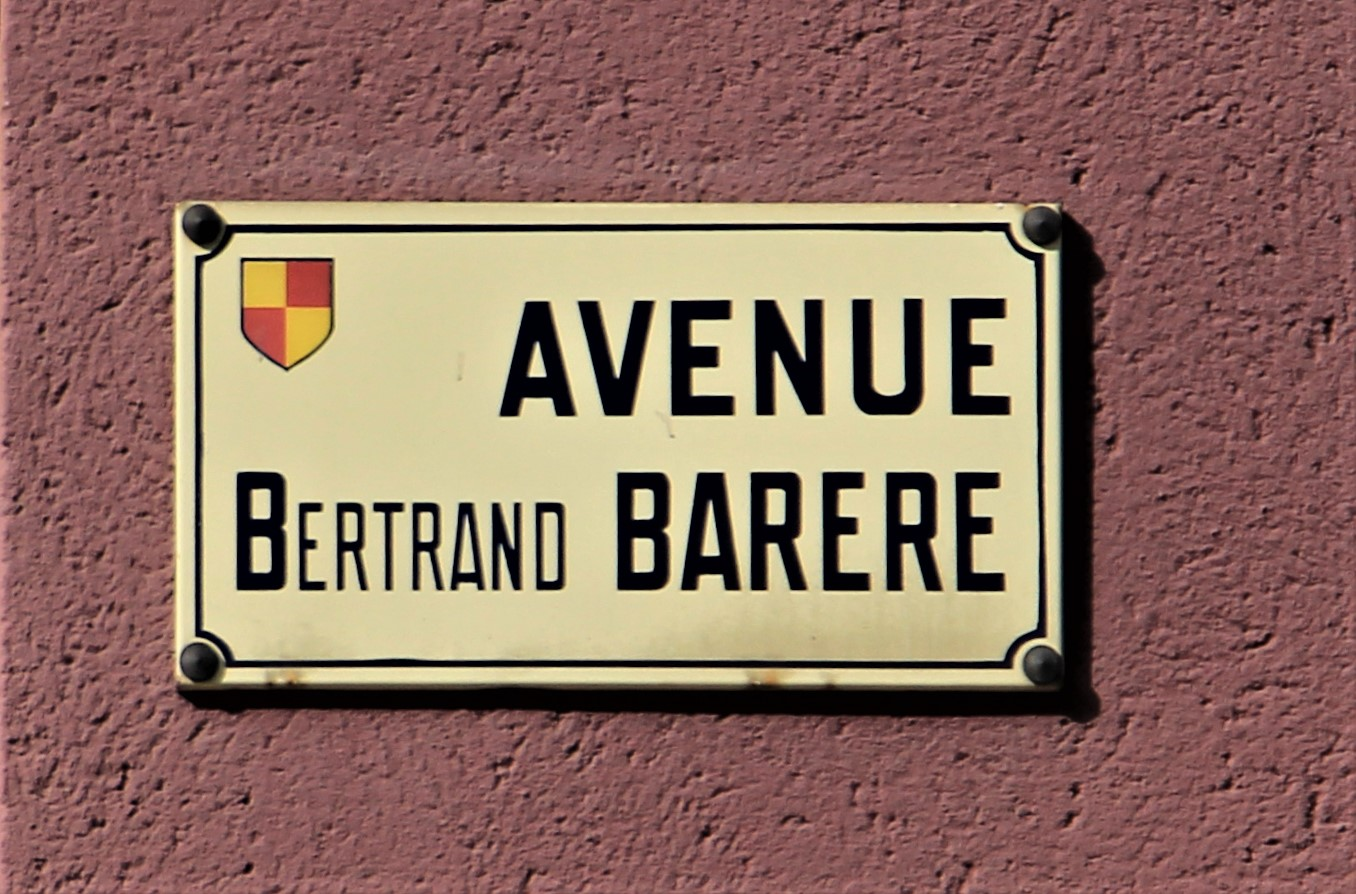
Plaque de la rue.

Longue de 630 mètres à sens unique dans le sens sud-nord, elle est située dans les quartiers du  Centre-ville et de Sainte-Anne, canton de Tarbes 1.
L'avenue commence au sud à l'intersection de la rue Georges-Lassalle juste au-dessus de la place de Verdun, elle est coupée par les rues Colomès de Juillan, Léon-Dalloz, Camille Desmoulins, Clarac et se termine à l'avenue Maréchal-Joffre devant la gare.

### Transports
L'avenue Bertrand-Barère est  directement desservie par les transports en commun.

## Odonymie
L'avenue tient son nom en l'honneur de Bertrand Barère, homme politique de la Révolution française, natif de Tarbes, et député des Hautes-Pyrénées

## Bâtiments principaux
- No 54 : siège de La Nouvelle République des Pyrénées.

## Galerie d'images

Sélection de vues de la rue.
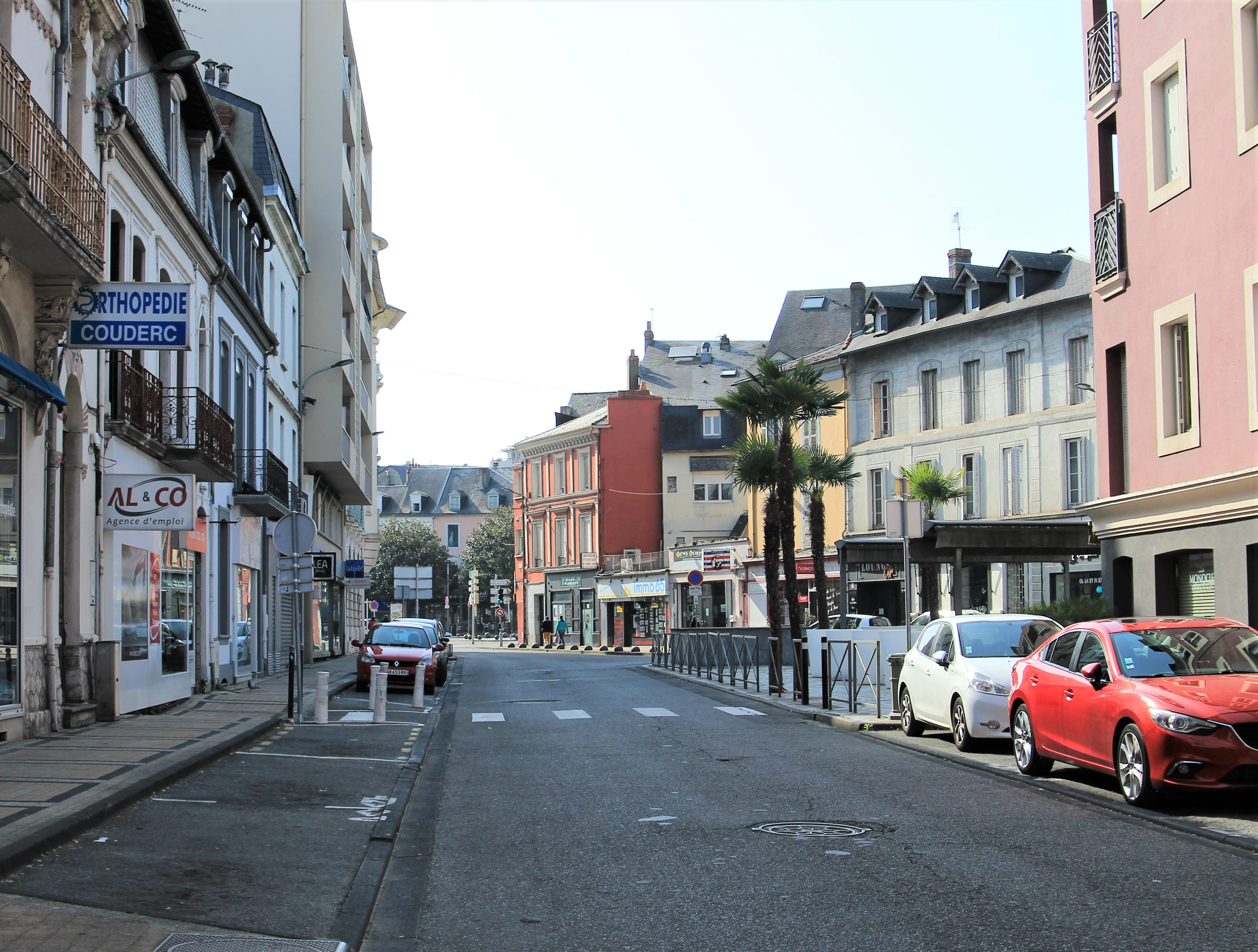
Intersection place de Verdun.
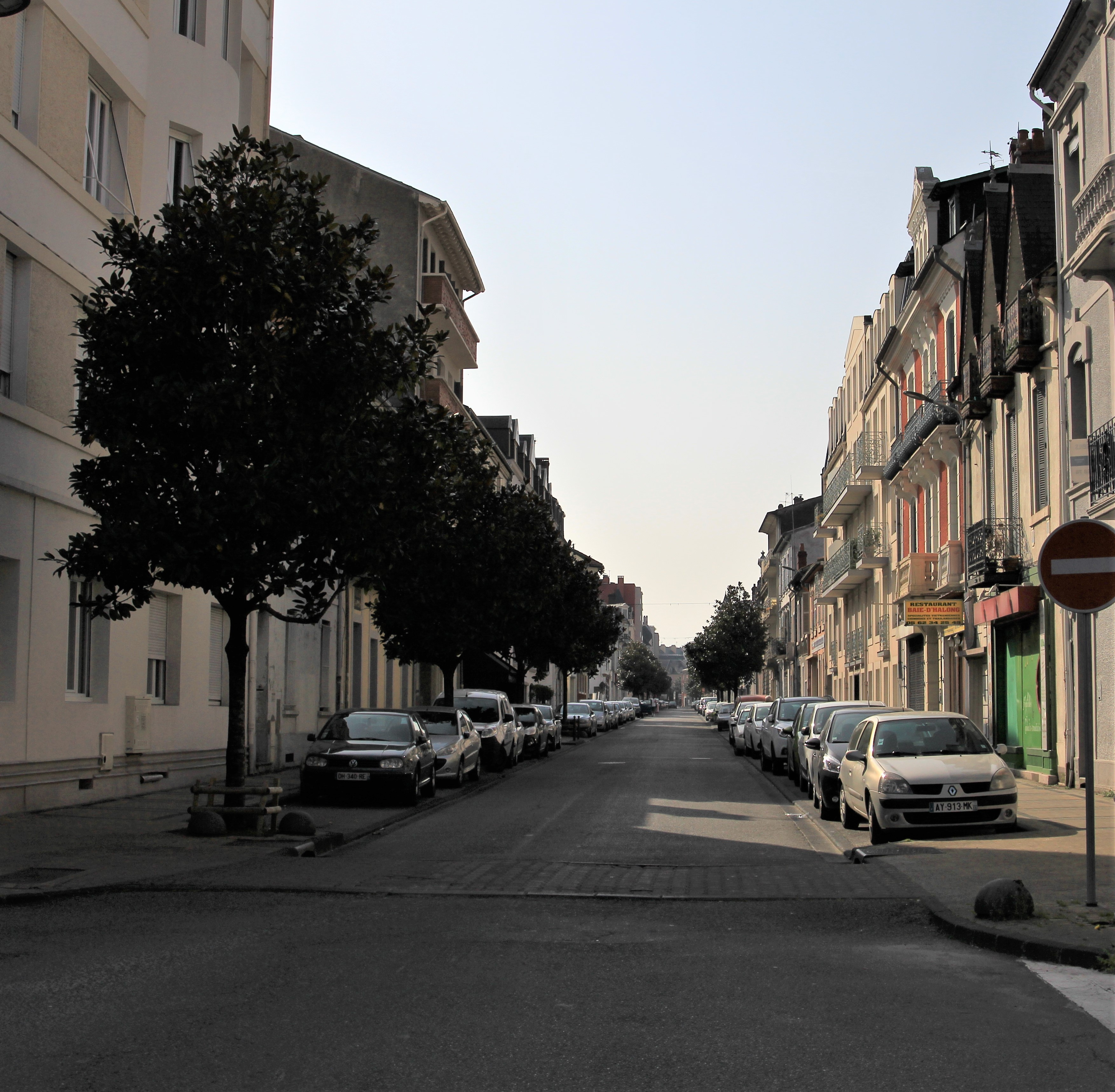
Centre de l'avenue
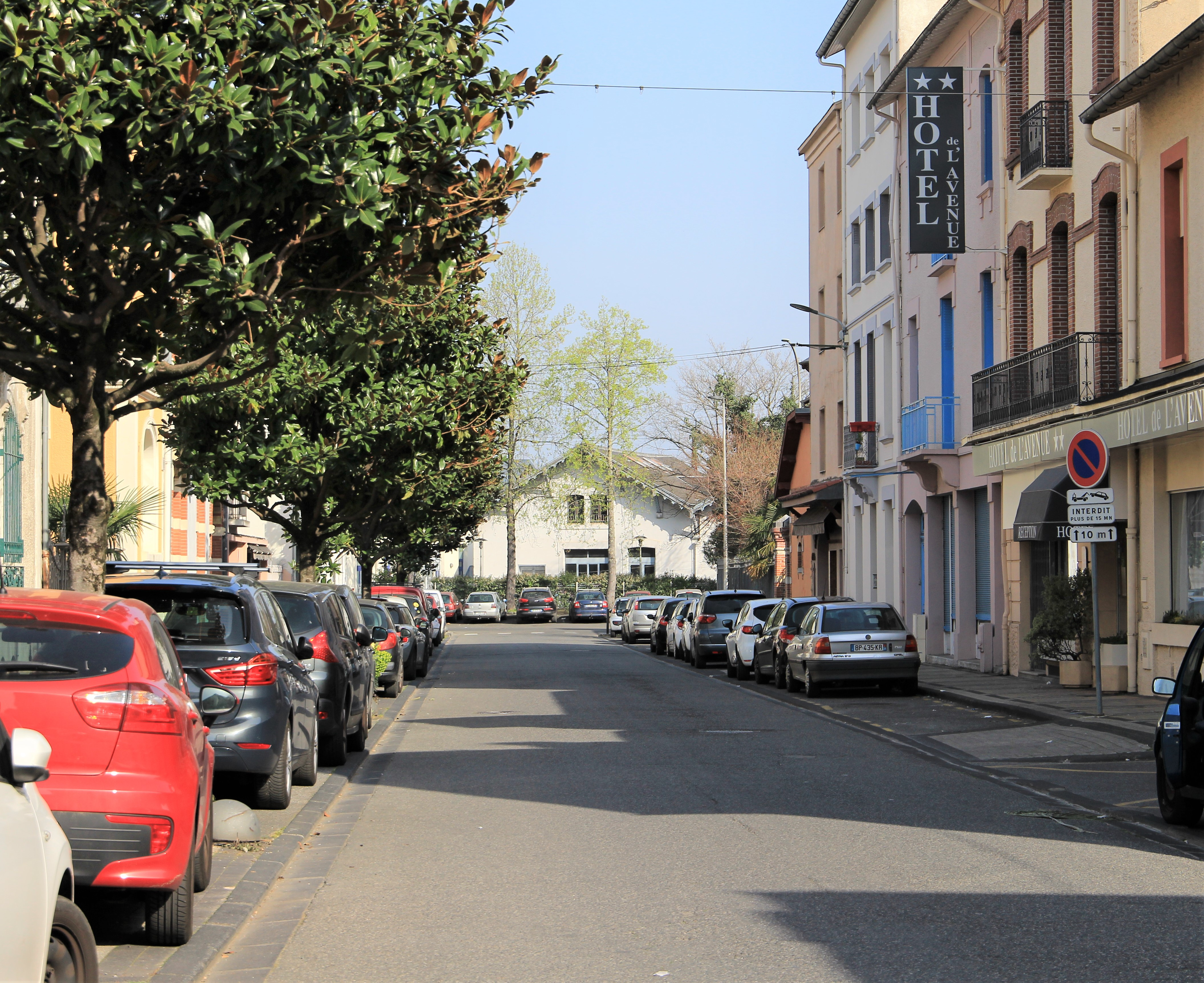
Intersection avenue Maréchal-Joffre.